# Bailey Jay
Bailey Jay, née le 5 novembre 1988 à Richmond (Virginie, États-Unis) est une actrice transgenre de films pornographiques américaine.

## Biographie
Bailey Jay s'est fait connaitre en 2007, sous le nom de Line Trap, via 4chan grâce à une vidéo de sa participation à Otakon la même année.
Encouragée par ses fans, elle a tourné des scènes pour le site Shemale Yum de Grooby, sous le nom d'Harley Quinn, en 2008. Elle ouvrit son site personnel en 2009 et vers 2010, elle a commencé à utiliser le pseudonyme Bailey Jay Elle a tourné son premier film pour Evil Angel en 2010 puis signé un contrat avec The Star Factory. En 2011 et 2012, elle a reçu l'AVN Award d'actrice transsexuelle de l'année (Transsexual Performer of the Year).
En 2012, Bailey Jay interrompit brusquement sa carrière pornographique. Elle s'est mariée à Matt Therune, un photographe. Désormais, elle ne tourne plus que pour son site personnel. Depuis 2015, Matt et elle animent un podcast, The Bailey Jay Show.

## Nominations
- 2011 XBIZ Award Transsexual Performer of the Year[8].
- 2012 XBIZ Award Transsexual Performer of the Year[9].